# Graffiti (banda)
Graffiti es una banda de rock y pop argentina formada en la ciudad de Rosario en 1985. Conformada por Claudio Falzone (bajo), Eduardo Carbi (voz principal y batería), Ariel Pozzo (guitarra y voz) y Ricardo Vilaseca (teclados) publicó dos discos de estudio a través del sello multinacional CBS.

## Historia
En el año 1985, el grupo decidió instalarse oficialmente en la ciudad de Buenos Aires. Una vez allí, y después de mucho batallar, en 1986 graba su primer disco, editado a través de CBS Records (hoy Sony Music). Este álbum debut, llamado “Exhibición Condicionada” contenía los éxitos "Recuerdo esa canción" y "Exhibición Condicionada", gracias a los cuales la banda se afianza como una de las promesas musicales del año.

Nosotros tocábamos más que los Soda, pero la difusión para ellos era infernal. Empezamos a grabar en el mismo sello seis meses después que ellos grabaron su primer disco y fijate la diferencia entre las dos carreras.
Eduardo Carbi, en declaraciones a La Capital de Rosario (2008)

La evolución musical de Graffiti no cesa, lo que lleva a la incorporación de Ricardo Vilaseca (teclados) para la preparación del siguiente álbum de estudio: "Sin Respirar". El disco es editado en el año 1988 y la balada "De a pedazos' (con la voz invitada de Juan Carlos Baglietto) y los éxitos "Cansados de retroceder" y "Algo hay que mover" elevan a la banda a un nuevo nivel de popularidad, encabezando festivales y recitales con entradas agotadas.
Para esa época se sumaron Ricardo Vilaseca (ex Identi-Kit) en teclados y Marcelo Salli (ex Pablo El Enterrador) en batería en vivo (las baterías en el disco fueron tocadas por Eduardo Carbi).
Durante 1989 Graffiti, como varias bandas y solistas por aquel entonces en el rock argentino, se separó debido a la imposibilidad de editar su tercer disco.
Eduardo Carbi y Ricardo Vilaseca viajan a Europa, y Ariel Pozzo y Claudio Falzone incorporan a Gul Rodriguez en batería. La banda continúa tocando hasta mediados de 1990 para cumplir obligaciones contractuales preexistentes. Para agosto de 1990, Graffiti había dejado de existir.

## Reunión
Hubo algunas reuniones de la banda con miembros alternativos durante los años 90, pero la formación original de Falzone-Carbi-Pozzo-Vilaseca más Gul Rodríguez en batería nunca volvió a reunirse hasta 2009.Pasaron más de dos décadas para que Graffiti vuelva a tocar en la Sala Lavardén de Rosario con lleno total.
En 2011 presentaron una nueva formación compuesta por Nahuel Antuña (Vudú) en bajo y Marcelo Sali (Pablo El Enterrador) en batería, junto a la banda original integrada por Ariel Pozzo en guitarras, Ricardo Vilaseca en teclados y Eduardo Carbí en voz.

## Integrantes

### En "Exhibición condicionada"
- Eduardo Carbi: batería y voz
- Ariel Pozzo: guitarras y voz
- Claudio Falzone: bajo y coros

### En "Sin respirar"
- Eduardo Carbi: batería y voz
- Ariel Pozzo: guitarras y voz
- Claudio Falzone: bajo y coros
- Ricardo Vilaseca: teclados
- Marcelo Salli: batería en vivo

### Regreso oficial en 2009
- Eduardo Carbi: voz
- Ariel Pozzo: guitarras y voz
- Ricardo Vilaseca: teclados
- Claudio Falzone: bajo y coros
- Gul Rodríguez: batería

### Regreso oficial en 2011
- Eduardo Carbi: voz
- Ariel Pozzo: guitarras y voz
- Ricardo Vilaseca: teclados
- Claudio Falzone: bajo y coros
- Marcelo Salli: batería

## Discografía
- "Exhibición condicionada" (1987)
- "Sin respirar" (1988)
- "20 años después" (2009) - DVD de edición limitada
- "3" (2020)
- "Infinito" (2021)